# Aire cérébrale de la lecture
L'aire cérébrale de la lecture est l'aire cérébrale spécialisée dans la reconnaissance visuelle des formes des mots, une procédure essentielle de la lecture. Cette aire cérébrale est dénommée dans la littérature internationale Visual Word Form Area ou VWFA.
Elle se situe dans le lobe temporal, plus précisément dans le gyrus fusiforme de l'hémisphère gauche. Son activation se situe entre 150 et 200 ms après la présentation du mot (Cohen et al., 2000).
Les propriétés de cette aire cérébrale sont les suivantes :
- Une activation spécifique à la modalité visuelle : cette aire s'active en effet lors de la présentation de mots en modalité visuelle uniquement. Aucune activation n'est observée lors de la présentation auditive des mots (Dehaene et al., 2002[2]) ;

- Une activation automatique : l'utilisation du paradigme d'amorçage masqué a permis de montrer la nature automatique, non consciente de l'activation de cette aire cérébrale ;

- Invariance aux modifications formelles (casse, police, taille…) : cette aire s'active en effet de la même façon quelles que soient les propriétés formelles du mot. Cela signifierait que cette aire traite l'identité abstraite des lettres, indépendamment des modifications physiques des lettres ;

- Invariance spatiale : cette aire s'active de façon similaire lorsque le mot est présenté dans l'hémichamp visuel gauche ou droit. Dans ces deux situations, l'aire est localisée de façon prédominante dans l'hémisphère cérébral gauche, prépondérant dans le traitement du langage ;

- Traitement pré-lexical : cette aire s'active que la suite de lettres présentée soit un mot ou pseudo-mot (faux mots prononçables). Cela signifierait que cette aire s'active avant l'accès au lexique, soit de façon pré-lexicale.